# M5反坦克炮
M5 3英寸火炮（英語：3-inch Gun M5）是美国于二战期间研发的反坦克炮，于1943年开始装备。该型火炮仅装备美国陆军坦克歼击营，并参加意大利战役与西线战场。虽然M5反坦克炮在火力上优于先前服役的反坦克炮，但其重量较重及弹药问题阻碍了作战效能。至1945年，坦克歼击车已逐步取代该型火炮。

## 研发与制史
1940年，美军开始装备M3 37mm反坦克炮。虽然该型火炮因重量轻，易于操作能够满足步兵的需求，但炮兵及军械部队则希望得到火力更强的火炮。这一要求催生出一部分改进型火炮，例如由M1897 75毫米火炮改进的M3 75毫米火炮。
1940年末，军械部队开始研究一款基于T9 3英寸防空炮的反坦克炮。该火炮采用T9防空炮的炮管以及M2榴弹炮的炮尾与后座装置 1941年9月前，该武器的实验版本T10 3英寸火炮已经完成。虽然武器在随后的实验中出现了些小问题，但这门反坦克炮的性能远优于目前美军的现役型号，并最终定型为M5反坦克炮，使用M1载具
火炮于1942年12月投入生产。1943年11月，经过略微改进的M6载具定型。载具上原本在105毫米榴弹炮上的平直护盾改为了倾斜。1944年1月，陆军地面部队将原本采用M1载具的M5反坦克炮升级为采用M6载具，随后大部分抵达前线的该型反坦克炮均使用M6载具。
| 月             | M5     |
| -------------- | ------ |
| 1942年12月     | 250    |
| 1943年1月      | 200    |
| 1943年2月      | 190    |
| 1943年3月      | 100    |
| 1943年4月      | 100    |
| 1943年5月      | 100    |
| 1943年6月      | 60     |
| 1943年7月-10月 | -      |
| 1943年11月     | 98     |
| 1943年12月     | 402    |
| 1944年1月-3月  | -      |
| 1944年4月      | 160    |
| 1944年5月      | 200    |
| 1944年6月      | 200    |
| 1944年7月      | 175    |
| 1944年8月      | 137    |
| 1944年9月      | 128    |
| 总计           | 2500台 |

## 单位编制

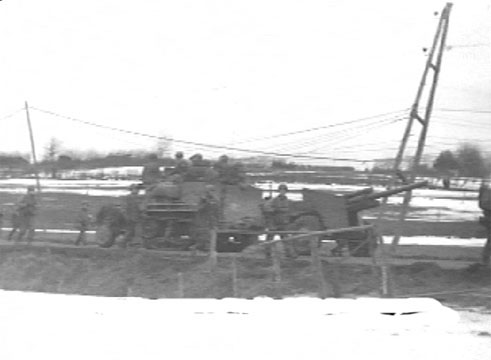
半履带车牵引的M5反坦克炮。

尽管M5火炮在火力上有极大的优势，但美军中却没有一个兵种希望得到该型火炮。步兵部队认为这款火炮太过于笨重，而坦歼部队更希望装备机动性更强的自行武器。最终，在来自陆军地面部队司令的麦克奈尔的压力下，坦歼部队采用了该型火炮。麦克奈尔的观点很大程度上受到了北非战役的影响，在战役中自行火炮被认为隐蔽性较差。
1943年3月31日，陆军地面部队将15个自行坦克歼击营改为牵引式；最终地面部队决定半数的坦歼营应为牵引式。一个牵引式坦歼营拥有36门反坦克炮，下辖三个连队，每个连队12门。 坦歼营的牵引车主要是M3半履带车。1944年9月1日的更新编制中，牵引车改为M39多用途装甲车，但这些装甲车到1945年春才抵达前线。
这些牵引式坦克歼击营配属至美军各师以增强其反坦克能力。多数情况下，整个营会配属给一个步兵师。在某些情况下，它们也会配属至装甲师及空降师；有时，同一个营的连队可能配属至不同的师，或者一个师会得到多个坦歼营，甚至可能有牵引式和自行式混合配属的情况。

## 服役历史

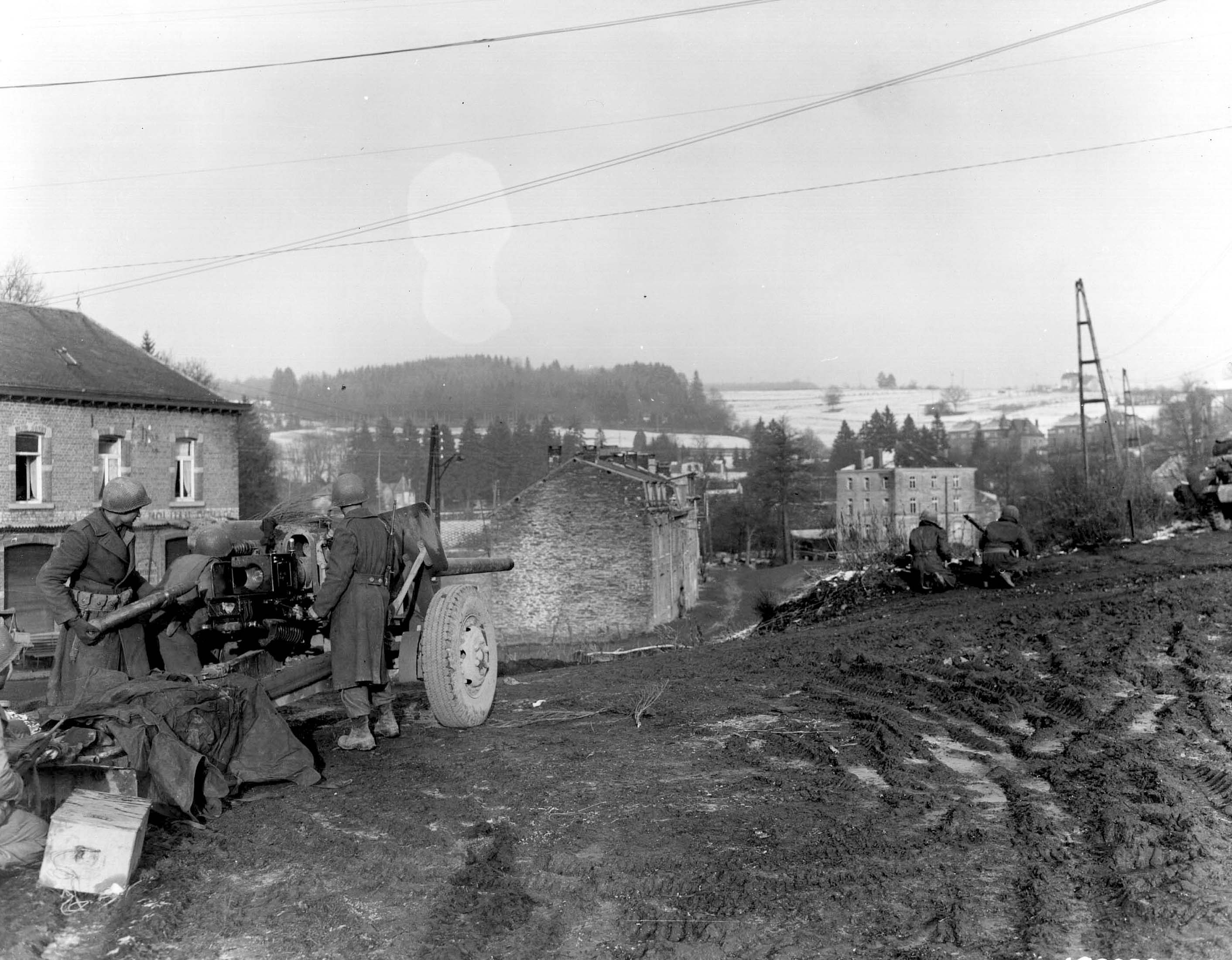
1944年12月23日，比利时维尔萨姆附近的M5反坦克炮。

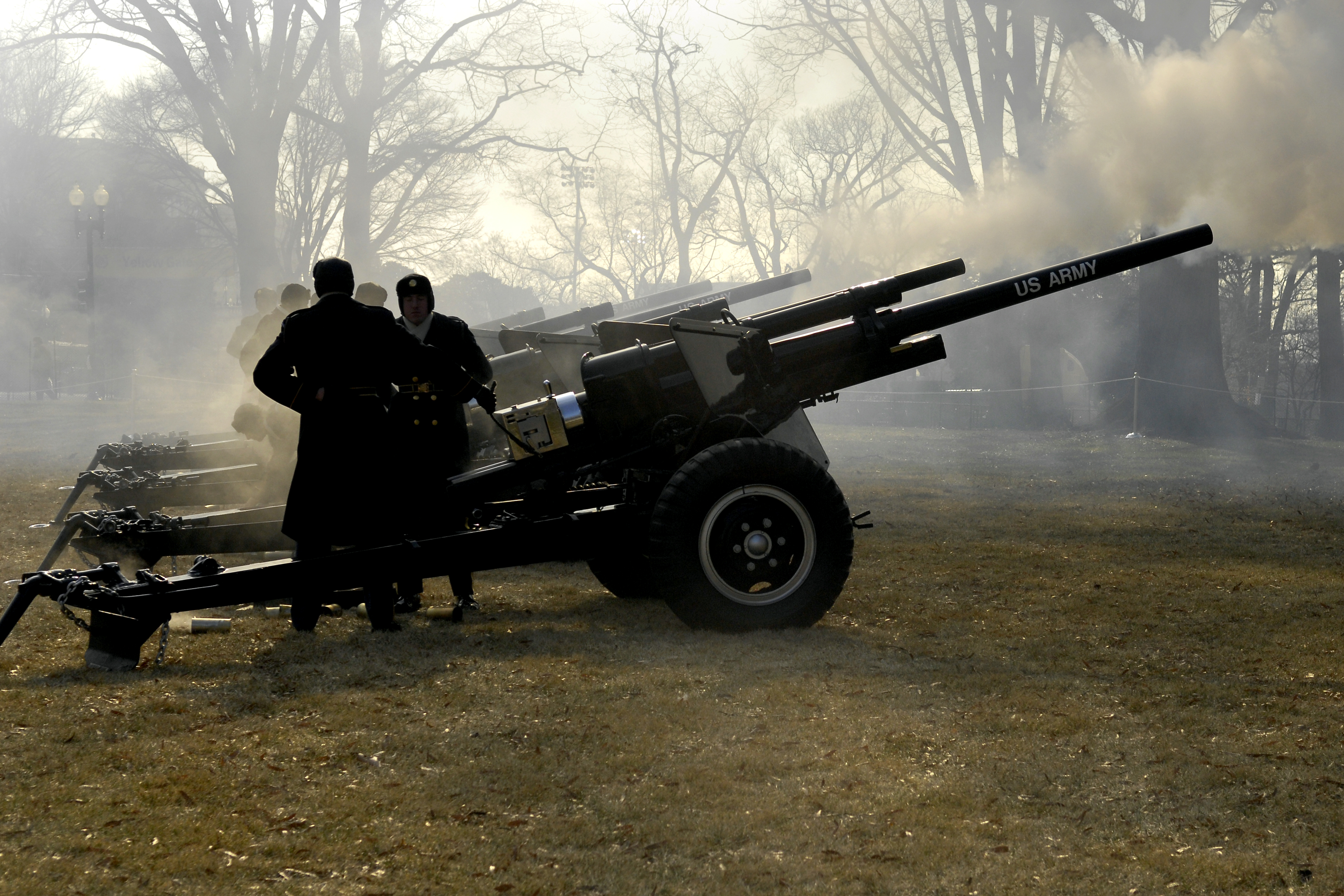
2009年美国总统就职典礼时，在国会外作为礼炮的改装型M5反坦克炮。

1943年10月，第一支装备M5反坦克炮的牵引式坦歼营，第805营，抵达意大利。随后，M5反坦克炮经历了意大利战争与西北欧战场。 1944年8月的莫尔坦反击战是牵引式坦歼营最知名的战斗之一。配属第30步兵师的第823坦歼营，在圣巴尔泰莱米防御战中发挥了重要作用，该营在战斗中击毁14辆坦克以及一些其他车辆，但损失火炮高达11门。
除了反坦克，该型火炮经常用来补充师属野战火炮的火力 或提供直射火力炮击敌军防御工事(例如，一份第614坦歼营的战斗报告提到，一个下辖两门火炮的分排向敌军据点发射143枚炮弹，命中139发)
虽然M5反坦克炮的火力远强于美军之前的反坦克炮，但该型火炮过于笨重，使其难以操作，且其穿甲性能并非十分理想。且该型火炮没有对应的脱壳穿甲弹（APDS）； 该型火炮可使用硬芯穿甲弹（APCR），但这种穿甲弹是否下发到牵引式坦歼营还是个未知数。因为这些原因，部队更喜欢机动性与防护均较优的坦克歼击车。
突出部战役对于坦歼营与M5反坦克炮是一次重大的考验。在战役中，牵引式反坦克炮的作战效果并不理想且相比坦歼遭受了更为重大的损失。先前提到的第823坦歼营指出：“反坦克炮一个接一个地被敌军坦克包抄，火炮组员被轻武器及机枪驱逐出阵地”。依据最近的战斗经验，1945年1月11日，美国战争部批准了将牵引式坦歼营改为自行坦歼营。 这一决定意味着前线的M5反坦克炮将逐渐退出现役，替换工作一直持续到欧洲战场战事结束。
现今，M5反坦克炮作为美国陆军的礼炮。美国第3步兵团的总统礼炮排现今于梅尔堡存留10门M5火炮，主要在华盛顿市区内使用。

## 弹药
M5反坦克炮使用定装弹药，与3英寸M1918 防空炮所使用的弹壳相同，为76.2x585R。该火炮与其他基于T9防空炮的反坦克炮性能大致相同，例如M10坦歼的3英寸火炮。M5火炮的弹道性能与M1 76毫米反坦克炮基本相同，两者使用相同的弹头与不同的弹壳。
下表为所使用的弹药类型。
| 使用弹药                  |                |                                   |            |                        |
| 类型                      | 型号           | 重量(整体/弹头)                   | 弹头装药   | 炮口初速               |
| 穿甲曳光弹                | M79穿甲弹      | 12.05 / 6.8 kg (26.56 / 15 lbs)   | -          | 792 m/s (2,600 ft/s)   |
| 风帽被帽穿甲弹/高爆曳光弹 | M62穿甲弹      | 12.36 / 7 kg (27.24 / 15.43 lbs)  |            | 792 m/s (2,600 ft/s)   |
| 硬芯穿甲曳光弹            | M93穿甲弹      | 9.42 / 4.26 kg (20.76 / 9.39 lbs) | -          | 1,036 m/s (3,400 ft/s) |
| 高爆弹                    | HE M42A1高爆弹 | 11. 3 / 5.84 kg (25 / 12.87 lbs)  | TNT, 390 g | 853 m/s (2,800 ft/s)   |
| 烟雾弹                    | M88烟雾弹      | 6.99 / 3.35 kg (15.41 / 7.38 lbs) | 氯化锌     | 274 m/s (900 ft/s)     |
| 射击训练弹                | M85 射击训练弹 |                                   |            |                        |
| 训练弹                    | M42B2 训练弹   |                                   |            |                        |

| 弹药种类           | 炮口初速 (m/s)          | 穿深 (mm) | 穿深 (mm) | 穿深 (mm) | 穿深 (mm) | 穿深 (mm) | 穿深 (mm) | 穿深 (mm) | 穿深 (mm) | 穿深 (mm) | 穿深 (mm) | 穿深 (mm) |
| 弹药种类           | 炮口初速 (m/s)          | 100 m     | 250 m     | 500 m     | 750 m     | 1000 m    | 1250 m    | 1500 m    | 1750 m    | 2000 m    | 2500 m    | 3000 m    |
| ------------------ | ----------------------- | --------- | --------- | --------- | --------- | --------- | --------- | --------- | --------- | --------- | --------- | --------- |
| M62 对表面硬化装甲 | 792 m/s（2,600 ft/s）   | 124       | 123       | 121       | 118       | 115       | 111       | 107       | 102       | 97        | 87        | 77        |
| M62 对轧压均质装甲 | 792 m/s（2,600 ft/s）   | 124       | 121       | 115       | 109       | 103       | 98        | 93        | 88        | 84        | 76        | 68        |
| M79 对表面硬化装甲 | 792 m/s（2,600 ft/s）   | 132       | 124       | 112       | 101       | 92        | 83        | 75        | 68        | 62        | 50        | 41        |
| M79对轧压均质装甲  | 792 m/s（2,600 ft/s）   | 154       | 145       | 131       | 119       | 107       | 97        | 88        | 79        | 72        | 59        | 48        |
| M93                | 1,036 m/s（3,400 ft/s） | 239       | 227       | 208       | 191       | 175       | 160       | 147       | 135       | 124       | 108       | 88        |

### 同时期作用，表现相近的武器
- 7.5 cm Pak 40
- 17磅反坦克炮

## 资料来源
1. ↑  Zaloga - US Anti-tank Artillery 1941-45, p 6, 8.
2. ↑  Hogg - Allied Artillery of World War Two, p 152; Zaloga - US Anti-tank Artillery 1941-45, p 17.
3. ↑  Zaloga - US Anti-tank Artillery 1941-45, p 17.
4. ↑  美国反坦克炮兵1941-45,p 17,18。
5. ↑  美国反坦克炮兵1941-45，第21页。
6. ↑  美国官方军需品生产，按月计，1940年7月1日- 1945年8月31日(战时生产委员会和民用生产管理局，1947年5月1日)第138页
7. ↑  Gabel - Seek, Strike and Destroy - US Army Tank Destroyer Doctrine in World War II, p 46-47; Zaloga - US Anti-tank Artillery 1941-45, p 17.
8. ↑  Gabel - Seek, Strike and Destroy - US Army Tank Destroyer Doctrine in World War II, p 47.
9. ↑   (PDF).   [18 June 2016]. （原始内容存档 (PDF)于2016-11-05）.
10. ↑  Zaloga - US Anti-tank Artillery 1941-45, p 20-21.
11. ↑  TD Battalion Attachments.
12. ↑  Zaloga - US Anti-tank Artillery 1941-45, p 22-23, 33-34.
13. ↑  Denny - The Evolution and Demise of U.S. Tank Destroyer Doctrine in the Second World War, p 50-54.
14. ↑  Zaloga - US Anti-tank Artillery 1941-45, p 34.
15. ↑  Lee - The Employment of Negro Troops Chapter XXI: Artillery And Armored Units In The ETO （页面存档备份，存于）.
16. ↑  Hogg - Allied Artillery of World War Two, p 152-155.
17. ↑  Gabel - Seek, Strike and Destroy - US Army Tank Destroyer Doctrine in World War II, p 63; Zaloga - US Anti-tank Artillery 1941-45, p 22-23, 33-34.
18. ↑  Denny - The Evolution and Demise of U.S. Tank Destroyer Doctrine in the Second World War, p 57-61.
19. ↑  .   [2019-01-27]. （原始内容存档于2010-09-29）.
20. ↑  Hunnicutt, R. P. - Stuart: A History of the American Light Tank, p 501.
21. ↑  Technical Manual TM 9-2005 volume 3, Infantry and Cavalry Accompanying Weapons, p 49.
22. ↑  Bird, Lorrin Rexford; Livingston, Robert D. . Overmatch Press. 2001: 63.